# آیرونکلاد لیما باهوس

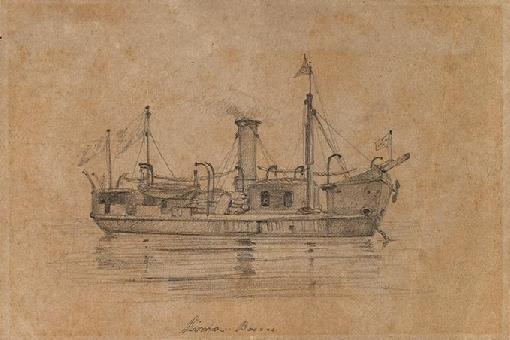
کشتی ==آیرونکلاد لیما باروس==

آیرونکلاد لیما باروس (به انگلیسی: Brazilian ironclad Lima Barros) یک کشتی بود که طول آن ۲۰۰ فوت ۲ اینچ (۶۱٫۰ متر) بود. این کشتی در سال ۱۸۶۵ ساخته شد.